# Alien Contract Labor Law
Az Alien Contract Labor Law (II. ; 164; 23; 332), más néven a Foran-törvény, az Egyesült Államokban 1885. évben elfogadott törvény volt, mely betiltotta a szerződéses külföldi munkások munkavállalás céljából történő bevándorlását az országba.

## Háttere
A 19. század végét az amerikai történelemben a növekvő iparosodás és a nemzetbiztonsági aggályok jellemezték. Az Egyesült Államokban  hatalmas kereslet jelent meg az olcsó munkaerő iránt, az iparosodás és az urbanizáció folyamata az Egyesült Államokba irányuló bevándorlókat nagymértékben vonzotta. Egy korábbi, az 1864-ben elfogadott, a szerződéses munkajogra vonatkozó törvény a bevándorlást ösztönözte úgy, hogy támogatta azokat a vállalatokat, melyek megsegítették a bevándorlást saját munkavállalóik számára. A törvényt viszont hamarosan hatályon kívül helyezték.
Az 1880-as években óriási mértékben megnőtt a dél-, közép- és kelet-európai bevándorlás, valamint az ebből a régióból származó bevándorlóknak az amerikai közéletre gyakorolt hatása. Emellett az egykor üdvözölt csoport, a kínaiak, a restriktív bevándorlási politika célpontjává váltak az 1882. évi Chinese Exclusion Act alapján. Az összes bevándorló drámaian növekvő számával, de leginkább a kínai „kuli” munkával kapcsolatban a kongresszus új kérdéssel találta magát szemben, az új hullámban érkező bevándorlóknak a munkaerőpiacon a „régi bevándorló” munkavállalók érdekeivel ellentétes hatásával.
A bérek csökkentésével a szerződéses munkaerő a bevándorlásellenes érzelmek meghatározó pontjává vált, a kínai, illetve dél- és kelet-európai olcsó, alacsony iskolázottságú munkaerő beáramlása ellen küzdő nativista, ill. munkásmozgalmak egyre erősebb támogatást nyertek.

## A törvény
Az idegenek szerződéses munkavállalásáról szóló 1885. február 26-i törvény első változatának első bekezdése általánosan fogalmazott, ebben a következő szerepelt: 
 Bármely magánszemély, társaság, vállalkozás vagy cég számára  jogellenesnek számít bármilyen külföldi személynek akármilyen módon történő, az Egyesült Államokba való szállításának előrefizetése, vagy egyéb módon történő támogatása, avagy ösztönzése abból a célból, hogy az az Egyesült Államok területén bármilyen munkát vállaljon, vagy szolgálatot teljesítsen. 
 A törvény második szakasza érvénytelenítette az összes szerződést vagy megállapodást, ha az a bevándorlás előtt készült.
A következő két szakasz büntetéseket ítélt meg, beleértve 1000 dolláros bírságot is azoknak a munkáltatóknak, akik tudatosan szerződéses munkást hoztak az országba.
Az ötödik szakasz ismerteti a törvény alóli mentességeket. Ezek a következők voltak: 1) azok az ideiglenesen az Egyesült Államokban tartózkodó külföldiek, akik titkárként, alkalmazottként vagy háziasszonyként más külföldieket foglalkoztatnak, 2) olyan képzett munkások, akik helyett az Egyesült Államokban szakmunkás nem szerezhető be,  3) hivatásos színészek, művészek, előadók vagy énekesek, avagy szigorúan személyi vagy háztartási alkalmazottként alkalmazott személyek.
Végül mentességet élvezett az, aki családtagjainak vagy személyes barátjának lakóhelyén azok részére segítségnyújtás céljából tartózkodott.

## Módosítása
1887. február 7-én elfogadták az O'Neill törvényjavaslatot, mely módosította az 1885-ös külföldiek szerződéses munkájára vonatkozó törvényt. Három nagyobb szakaszt fűzött az eredeti törvényhez. A probléma az eredeti törvénnyel kapcsolatban nagyrészt abban rejlett, hogy betartása gyakorlatilag lehetetlen volt.
Az új bekezdések a törvény végrehajtásával kapcsolatban megbízást adtak a szükséges szabályok és rendeletek kidolgozására, melyek felhatalmazást adtak a tiltott személyek megérkezéskor történő visszaküldésére.

## A törvényben szereplő diszkrimináció
Az Alien Contract Labor Law nemcsak nagyrészt a kínai "kuli" munkára adott válasz volt, hanem kifejezetten a törvénybe beépített mentességeken keresztül foglalkozási preferenciát állított fel. A mentességeken keresztül így nem korlátozták azoknak a szakmunkás munkavállalóknak a mozgását, akik szakmája nem kapcsolódott az akkoriban kialakuló szakszervezeti mozgalmakhoz.
Egy későbbi törvény módosította az 1885-ös törvényt, a vallási közösségek vezetőit, az elismert szakmákhoz tartozó személyeket, valamint egyetemek és egyházi iskolák oktatóit is a szerződéses munkajog alól mentes foglalkozási kategóriába sorolta.